# George Town Airport (flygplats i Bahamas)
George Town Airport är en flygplats i Bahamas. Den ligger i den sydöstra delen av landet, 240 km sydost om huvudstaden Nassau. George Town Airport ligger 6 meter över havet. Den ligger på ön Great Exuma Island.
Terrängen runt George Town Airport är mycket platt. Havet är nära George Town Airport åt sydost. Trakten är glest befolkad. Närmaste större samhälle är George Town, 5,8 km norr om George Town Airport. 
I omgivningarna runt George Town Airport växer i huvudsak städsegrön lövskog.